# String Connection
String Connection ist ein polnisches Jazzensemble. Gegründet wurde es 1981 von dem Violinisten Krzesimir Dębski. String Connection war zeitweise die erfolgreichste Jazzgruppe Polens.

## Details
In der ersten Hälfte der 1980er Jahre, ihrer produktivsten Phase, wählte das internationale Fachmagazin „Jazz Forum“ String Connection in drei aufeinanderfolgenden Jahren zur polnischen „Gruppe des Jahres“ (1982–1984).
Die durch Rockrhythmen geprägte Musik der Gruppe ist als Fusion-Jazz zu bezeichnen. Die Musiker der Band spielen und spielten auch in weiteren bekannten Projekten und traten zum Teil, neben Dębski etwa der Bassist Krzysztof Ścierański, auch als Solisten auf. Die Gruppe (damals zunächst als Quartett, später auch als Sextett in Polen und in Europa auftretend) löste sich 1987 auf. 2009 gab es eine Reunion.

## Diskografie
- Workoholic, 1982
- New Romantic Expectation, 1983
- Live, 1984
- Trio, 1984
- Live in Warsaw, 1984
- Der Walzer vom Weltende – Jazz und Lyrik aus Polen (mit Gert Westphal), 1985
- String Connection, 1987

## Quelle
- Joachim-Ernst Behrendt u. a.: Der Walzer vom Weltende - Jazz & Lyrik aus Polen, WERGO 1986 (Liner Notes)
- Re-Union 2009 (englisch)